# Hollókői-patak
A Hollókői-patak a Cserhátban ered, Hollókő településtől délnyugatra, Nógrád vármegyében, mintegy 290 méteres tengerszint feletti magasságban. A patak forrásától kezdve északi irányban halad, majd Szécsénynél éri el a Darázsdói-patakot.

## Part menti települések
- Hollókő
- Rimóc
- Szécsény